# Steve Moses
Steve Christopher Moses, född 9 augusti 1989 i Leominster, Massachusetts, är en amerikansk professionell ishockeyspelare som spelar för Nashville Predators i NHL. 

## Klubbar
- Boston Junior Bruins 2005–2008
- New Hampshire Wildcats 2008–2012
- Connecticut Whale 2012
- Jokerit 2012–2015
- Nashville Predators 2015–